# Pecadores (filme)
Pecadores (título original: Sinners) é um filme de terror norte-americano, lançado em 2025, escrito, coproduzido e dirigido por Ryan Coogler. Ambientado em 1932, na região do Delta do Mississippi, o longa é estrelado por Michael B. Jordan em dois papéis, interpretando irmãos gêmeos que retornam à cidade natal para recomeçar a vida, mas acabam confrontados por uma força sobrenatural. O elenco também conta com Hailee Steinfeld, Miles Caton, Jack O'Connell, Wunmi Mosaku, Jayme Lawson, Omar Miller e Delroy Lindo.
Coogler começou a desenvolver o projeto através de sua produtora, Proximity Media, em janeiro de 2024, quando Jordan foi escalado. A Warner Bros. Pictures adquiriu os direitos de distribuição no mês seguinte, após uma disputa entre estúdios, e as demais escalações aconteceram em abril. As filmagens principais ocorreram entre abril e julho de 2024.
Pecadores teve sua estreia em 3 de abril de 2025 e foi lançado nos cinemas do Brasil e Portugal em 17 de abril, pela Warner Bros. Pictures. O filme recebeu críticas majoritariamente positivas, com elogios às atuações, à direção de Coogler e à trilha sonora composta por Ludwig Göransson. Até o momento, arrecadou 80 milhões de dólares mundialmente.

## Enredo
Em 1932, os irmãos gêmeos idênticos e veteranos da Primeira Guerra Mundial, Smoke e Stack, retornam ao Delta do Mississippi após anos trabalhando para a máfia de Chicago. Com dinheiro roubado de gângsteres, eles compram uma serraria de Hogwood, um fazendeiro racista, com o objetivo de abrir um juke joint — bar com música ao vivo — voltado para a comunidade negra local. O primo deles, Sammie, um guitarrista aspirante, se junta ao projeto apesar da oposição de seu pai, o pastor Jedediah, que alerta que o blues é uma música com ligações sobrenaturais malignas.
Os gêmeos recrutam outros colaboradores: o pianista Delta Slim e a cantora Pearline (que logo se apaixona por Sammie, sendo correspondida), a ex-esposa de Smoke, Annie, como cozinheira, os comerciantes chineses Grace e Bo como fornecedores, e o lavrador Cornbread como segurança. Enquanto isso, Stack reencontra sua ex-namorada Mary, que se passa por branca e guarda mágoas por ele tê-la abandonado ao partir para Chicago. Smoke e Annie discutem sobre as crenças dela no ocultismo; Annie insiste que seus rituais protegeram os irmãos, mas Smoke a confronta, lembrando que, mesmo assim, a filha deles morreu ainda bebê. Em outro ponto da região, o vampiro irlandês Remmick foge de caçadores Choctaw e transforma violentamente um casal local de membros da Ku Klux Klan em vampiros.
Na noite de inauguração do bar, a música de Sammie se mostra transcendental, invocando, sem querer, espíritos do passado e do futuro, negros e chineses, que se unem à multidão hipnotizada. A apresentação chama a atenção de Remmick, que aparece com seus seguidores oferecendo dinheiro e música em troca de entrada. Desconfiados, os irmãos hesitam e os vampiros vão embora. Pensando na necessidade de lucro do bar, Mary se encontra com Remmick do lado de fora — mas acaba sendo transformada. Ela retorna ao bar, seduz Stack e o morde. Smoke tenta matá-la com um tiro, mas ela não é afetada por balas comuns e foge. Logo depois, Cornbread também é atacado por Remmick e se transforma.
Enquanto o público começa a deixar o bar, os vampiros dançam do lado de fora ao som de música celta antes de atacar os que estão saindo, transformando vários deles, incluindo Bo. Stack desperta como vampiro, mas Annie consegue afastá-lo usando suco de alho em conserva. Ela explica aos sobreviventes que vampiros só podem ser mortos com luz do sol, prata ou estacas de madeira, e que não conseguem entrar em um lugar sem serem convidados. Agora à frente de uma horda de vampiros e ainda barrado do bar, Remmick propõe um acordo. Ele elogia o talento sobrenatural de Sammie e diz que o vampirismo oferece imortalidade, liberdade e uma fuga do racismo. Seu plano é usar os dons de Sammie para convocar os espíritos de sua antiga comunidade. Ele também alerta que Hogwood, o verdadeiro líder da Klan local, planeja atacar o bar ao amanhecer. Os sobreviventes recusam a proposta, e Remmick e Bo ameaçam Grace, colocando em risco a filha dela. Em um ato desesperado, Grace os desafia e acaba convidando os vampiros a entrarem. Na batalha que se segue, Grace, Annie e Delta Slim são mortos. Mary, devastada pela morte de Annie, foge do local.
Smoke, Sammie e Pearline tentam escapar, mas são emboscados por Remmick e Stack. Smoke e Stack se enfrentam numa luta brutal, enquanto Sammie e Pearline encaram Remmick. Pearline é mordida e implora para que Sammie fuja. Em um confronto final às margens de um lago, Sammie quebra seu violão na cabeça de Remmick antes de Smoke aparecer e matá-lo com uma estaca. Quando o sol nasce, a horda de vampiros é incinerada. Smoke, já ferido mortalmente, parte para enfrentar Hogwood e os membros da Klan, conseguindo matá-los, mas acaba sucumbindo aos ferimentos. Antes de morrer, ele tem uma visão do pós-vida, reencontrando Annie e a filha deles. Sammie, abalado e em luto, volta para a igreja do pai. Jedediah suplica para que ele abandone a música e busque a salvação, mas Sammie se recusa e parte com seu violão.
Sessenta anos depois, Stack e Mary visitam um idoso Sammie, agora um renomado músico de blues em Chicago. Stack revela que Smoke o poupou naquela noite no bar, com a condição de que Sammie tivesse uma vida em paz. O casal oferece a Sammie a chance de se tornar imortal, mas ele recusa. Stack pede que Sammie toque uma música, e ele aceita. Ao fim, Sammie diz que, embora aquela noite ainda o assombre, até o pôr do sol, foi o melhor dia de sua vida. Stack concorda, dizendo que foi a última vez que viu Smoke, a última vez que viu o sol e a única vez que se sentiu verdadeiramente livre. A história termina com o jovem Sammie tocando "This Little Light of Mine".

## Elenco
- Michael B. Jordan como Elijah "Smoke" Moore e Elias "Stack" Moore, irmãos gêmeos
- Hailee Steinfeld como Mary, ex-namorada de Stack
- Miles Caton como Sammie "Preacher Boy" Moore, primo de Smoke e Stack
  - Buddy Guy como Sammie Moore em sua versão mais velha
- Jack O'Connell como Remmick, um vampiro
- Wunmi Mosaku como Annie, esposa de Smoke
- Jayme Lawson como Pearline, uma cantora
- Omar Miller como Cornbread, trabalhador rural e segurança
- Delroy Lindo como Delta Slim, um pianista
- Li Jun Li como Grace Chow, esposa de Bo e comerciante local
- Yao como Bo Chow, marido de Grace e também comerciante
- Lola Kirke como Joan, integrante da Ku Klux Klan
- Peter Dreimanis como Bert, integrante da Ku Klux Klan
- David Maldonado como Hogwood, racista e membro da Klan
- Saul Williams como Jedidiah Moore, pai de Sammie
- Helena Hu como Lisa Chow, filha de Bo e Grace
- Andrene Ward-Hammond como Ruthie
- Nathaniel Arcand como Chayton
- Tenaj L. Jackson como Beatrice
- Nicole Banks como Jacob

## Recepção
No site agregador de críticas Rotten Tomatoes, 97% das 373 resenhas dos críticos são positivas. O consenso do site diz: "Uma fusão arrebatadora de narrativa visual magistral e música eletrizante, o primeiro sucesso de bilheteria original do roteirista e diretor Ryan Coogler revela todo o escopo de sua imaginação singular." O Metacritic, que usa uma média ponderada, atribuiu ao filme uma pontuação de 84 em 100, baseado em 55 críticos, indicando "aclamação universal".